# Гуренков, Михаил Николаевич
Михаил Николаевич Гуренков — советский хозяйственный, государственный и политический деятель.

## Биография
Родился в 1920 году в деревне Барсуки[уточнить]. Член КПСС.
Участник Великой Отечественной войны в составе 207-го гвардейского гаубичного артиллерийского полка и 272-го гаубичного артиллерийского полка. 
В 1950—1988 гг. — заведующий отделом рабочей молодежи газеты «Смена», собкор воронежской газеты «Коммуна» в Россоши, заведующий отделом партийной жизни, ответственный секретарь, заместитель редактора «Ленинградской правды», заведующий Ленинградским городским корпунктом газеты «Советская Россия», заместитель председателя Ленинградского городского комитета по телевидению и радио, главный редактор газеты «Вечерний Ленинград» (1966—1988).
Умер 2 января 2002 года.